# ماركوس غريميل
ماركوس غريميل (بالألمانية: Marcus Gremel)‏ هو سياسي نمساوي وعضو في الحزب الديمقراطي الاجتماعي النمساوي (SPÖ) وعضو في المجلس البلدي وبرلمان ولاية فيينا.
ولد في 24 أكتوبر 1983 في فيينا، وهو متزوج من سايا أحمد.